# NGC 749
NGC 749 est une vaste galaxie lenticulaire située dans la constellation du Fourneau. NGC 749 a été découverte par l'astronome britannique John Herschel en 1834.

## Caractéristiques
Sa vitesse par rapport au fond diffus cosmologique est de 4 142 ± 21 km/s, ce qui correspond à une distance de Hubble de 61,1 ± 4,3 Mpc (∼199 millions d'al).
NGC 749 présente une large raie HI.

## Supernova
La supernova SN 2001dm a été découverte dans NGC 749 le 7 août 2001 par B. A. Beutler, M. Modjaz et W. D. Li de l'université de Californie à Berkeley dans le cadre du programme LOSS (Lick Observatory Supernova Search) de l'observatoire Lick. Cette supernova était de type Ia.